# Alva socken
Alva socken ingick i Gotlands södra härad, ingår sedan 1971 i Gotlands kommun och motsvarar från 2016 Alva distrikt.
Socknens areal är 23,30 kvadratkilometer allt land. År 2020 fanns här 235 invånare. Kyrkbyn Alva med sockenkyrkan Alva kyrka ligger i socknen. 

## Administrativ historik
Alva socken har medeltida ursprung. Socknen tillhörde Hemse ting som i sin tur ingick i Burs setting i Sudertredingen.
Vid kommunreformen 1862 övergick socknens ansvar för de kyrkliga frågorna till Alva församling och för de borgerliga frågorna bildades Alva landskommun. Landskommunen inkorporerades 1952 i Hemse landskommun och ingår sedan 1971 i Gotlands kommun.  Församlingen uppgick 2006 i Alva, Hemse och Rone församling.
1 januari 2016 inrättades distriktet Alva, med samma omfattning som församlingen hade 1999/2000.  
Socknen har tillhört samma fögderier och domsagor som Gotlands södra härad. De indelta båtsmännen tillhörde Gotlands andra båtsmanskompani.

## Geografi
Alva socken ligger på södra Gotlands inland med den nu utdikade Mästermyr i öster. Socknen är en uppodlad slättbygd med inslag av skog.

### Gårdsnamn
Binge, Butjärve, Gandarve, Gudings, Harald, Kauparve, Kruse Lilla, Kruse Stora, Prästgården, Rangsarve, Ringome Lilla, Ringome Stora, Stumle, Svie, Tunegårds, Änge, Östris, Överöstris.

### Ortnamn
Soltorp.

## Fornlämningar
Från järnåldern finns gravar, husgrunder, stensträngar, sliprännestenar och en fornborg. En bildsten är noterad och ett fynd med elva guldbrakteater har påträffats.

## Befolkningsutveckling
| Befolkningsutvecklingen i Alva socken 1750–2020 | Befolkningsutvecklingen i Alva socken 1750–2020 | Befolkningsutvecklingen i Alva socken 1750–2020 | Befolkningsutvecklingen i Alva socken 1750–2020 | Befolkningsutvecklingen i Alva socken 1750–2020 |
| --- | ----------------------------------------------- | ----------------------------------------------- | ----------------------------------------------- | ----------------------------------------------- |
| |                                                 |                                                 |                                                 |                                                 |
| År |                                                 |                                                 | Folkmängd                                       |                                                 |
| 1750 | 1750                                            |                                                 | 241                                             |                                                 |
| 1760 | 1760                                            |                                                 | 262                                             |                                                 |
| 1769 | 1769                                            |                                                 | 285                                             |                                                 |
| 1780 | 1780                                            |                                                 | 276                                             |                                                 |
| 1790 | 1790                                            |                                                 | 266                                             |                                                 |
| 1800 | 1800                                            |                                                 | 297                                             |                                                 |
| 1810 | 1810                                            |                                                 | 336                                             |                                                 |
| 1820 | 1820                                            |                                                 | 324                                             |                                                 |
| 1830 | 1830                                            |                                                 | 345                                             |                                                 |
| 1840 | 1840                                            |                                                 | 353                                             |                                                 |
| 1850 | 1850                                            |                                                 | 386                                             |                                                 |
| 1860 | 1860                                            |                                                 | 403                                             |                                                 |
| 1870 | 1870                                            |                                                 | 463                                             |                                                 |
| 1880 | 1880                                            |                                                 | 532                                             |                                                 |
| 1890 | 1890                                            |                                                 | 519                                             |                                                 |
| 1900 | 1900                                            |                                                 | 472                                             |                                                 |
| 1910 | 1910                                            |                                                 | 487                                             |                                                 |
| 1920 | 1920                                            |                                                 | 510                                             |                                                 |
| 1930 | 1930                                            |                                                 | 526                                             |                                                 |
| 1940 | 1940                                            |                                                 | 484                                             |                                                 |
| 1950 | 1950                                            |                                                 | 447                                             |                                                 |
| 1960 | 1960                                            |                                                 | 367                                             |                                                 |
| 1970 | 1970                                            |                                                 | 322                                             |                                                 |
| 1980 | 1980                                            |                                                 | 314                                             |                                                 |
| 1990 | 1990                                            |                                                 | 334                                             |                                                 |
| 2000 | 2000                                            |                                                 | 308                                             |                                                 |
| 2010 | 2010                                            |                                                 | 261                                             |                                                 |
| 2020 | 2020                                            |                                                 | 235                                             |                                                 |
| Anm: Källor: Umeå universitet - Tabellverket 1749-1859, Demografiska databasen, CEDAR, Umeå universitet, Befolkningsutvecklingen i Gotlands socknar 2000 - 2010, Folkmängden per distrikt, landskap, landsdel eller riket efter kön. År 2015 - 2022. |                                                 |                                                 |                                                 |                                                 |

## Namnet
Namnet (1304 Alwm) är bildat till alv, jordlager närmast under matjorden' med en otolkad förklaring.

### Fotnoter
1. 1 2  Svensk Uppslagsbok andra upplagan 1947–1955: Alva socken
2. ↑  ”Folkmängden per distrikt, landskap, landsdel eller riket efter kön. År 2015 - 2022”. Statistikdatabasen. Statistiska centralbyrån. http://www.statistikdatabasen.scb.se/pxweb/sv/ssd/START__BE__BE0101__BE0101A/FolkmangdDistrikt/. Läst 23 april 2023.
3. ↑  Harlén, Hans; Harlén Eivy (2003). Sverige från A till Ö: geografisk-historisk uppslagsbok. Stockholm: Kommentus. Libris 9337075. ISBN 91-7345-139-8
4. ↑  ”Församlingar”. Statistiska centralbyrån. https://www.scb.se/hitta-statistik/regional-statistik-och-kartor/regionala-indelningar/forsamlingar/. Läst 30 december 2022.
5. ↑  Administrativ historik för Alva socken (Klicka på församlingsposten). Källa: Nationella arkivdatabasen, Riksarkivet.
6. ↑  Om Gotlands båtsmanskompani
7. 1 2  Sjögren, Otto (1931). Sverige geografisk beskrivning del 2 Östergötlands, Jönköpings, Kronobergs, Kalmar och Gotlands län. Stockholm: Wahlström & Widstrand. Libris 9939
8. 1 2 3  Nationalencyklopedin
9. ↑  Förteckning över slipskåror
10. ↑  Fornlämningar, Statens historiska museum: Alva socken
11. ↑  Fornminnesregistret, Riksantikvarieämbetet: Alva socken Fornminnen i socknen erhålls på kartan genom att skriva in sockennamn (utan "socken") i "Ange geografiskt område"
12. ↑  Mats Wahlberg, red (2003). Svenskt ortnamnslexikon. Uppsala: Institutet för språk och folkminnen. Libris 8998039. ISBN 91-7229-020-X. https://isof.diva-portal.org/smash/get/diva2:1175717/FULLTEXT02.pdf